# Cercle d'Art du Vieux Cornet
De Cercle d’Art du Vieux Cornet was een vereniging van beeldende kunstenaars in Ukkel uit de vroege 20ste eeuw.
De werking van de kring bestond voornamelijk uit vergaderingen van de leden en uit groepstentoonstellingen. Deze gingen door in de herberg en vroegere postkoetsrelais “Le Vieux Cornet” (Hof ten Horen), De Frélaan 13 in Ukkel (gebouwd in de 13de eeuw). Ukkel was toen nog een semi-landelijke gemeente in de periferie van Brussel met heel wat pittoreske zichten voor kunstenaars.
Het interieur van deze herberg werd in 1910 geschilderd door Louis Thevenet. Deze herberg werd in 1973 opgenomen in de lijst van de beschermde monumenten van het Brussels Hoofdstedelijk Gewest.

## Groepstentoonstellingen
- 1910
- 1911
- 1912

## Tentoonstellingen in “Le Vieux Cornet” met twee of drie kunstenaars
- 1920 : Marcel Canneel – Jules Payro – Fernand Calut – Jean Canneel
- 1920 : Charles Londot – Alfred-Joseph Pietercelie – Ch. Viaene
- 1920 : René Vande Sande – Xhrouet
- 1921 : Ch. Viane – E. Lecomte – A. Lebrun
- 1921 : Comby – Jef De Pauw – Maurice Guilbert – Emile Patoux
- 1922: Clémence Biron – Théo De Laps
- 1922 : Ch. Janssens – Lejeune - Laurent
- 1922 : Henri-Victor Wolvens

Leden van de kring waren onder andere : Marten Melsen en Jan Van Looy